# Konoe Iehisa
Konoe Iehisa (近衛 家久) (né le 17 juin 1687, mort le 11 septembre 1737), fils du régent Konoe Iehiro, est un noble de cour japonais (kugyō) de la période Edo (1603–1868). Il exerce la fonction de régent kampaku pour les empereurs Nakamikado et Sakuramachi de 1726 à 1736. Il a deux consorts : les filles de Shimazu Tsunataka et Shimazu Yoshitaka, respectivement troisième et quatrième daimyo du domaine de Satsuma. Il a avec la dernière un fils, Konoe Uchisaki, et deux filles qui sont consorts de Tokugawa Munechika, neuvième daimyo du domaine d'Owari, et Tokugawa Munetake, fondateur de la branche Tayasu-Tokugawa du Gosankyō.